# Juliette Roudet
Juliette Roudet (* 14. März 1981) ist eine französische Schauspielerin und Tänzerin.

## Werdegang
Juliette Roudet studierte zuerst am Conservatoire Supérieur de Danse de Paris und anschließend am Centre national de danse contemporaine d’Angers. Daraufhin tanzte sie in den Gruppen Compagnie l’Esquisse und Compagnie Fata Morgana. Außerdem erhielt sie Schauspielunterricht (Schwerpunkt Komödie) am Conservatoire supérieur national d’art dramatique de Paris, wo sie auch seit 2016 selber Kurse gibt.
Im Jahr 1999 nahm sie am Eurovision Young Dancers mit ihrem Partner Emmanuel Eggermontteil teil. Ihre erste Rolle erhielt sie im Jahr 2003 im Film Procès de famille. Sie spielte auch in den Filmen A cran (2005) und Les Méchantes (2010) mit.
Im Jahr 2013 übernahm sie die Rolle der Adèle Delettre in Profiling Paris.

## Filmografie
- 2005: Au suivant !
- 2005: Procès de famille
- 2005: À cran deux ans après
- 2005: Engrenages (Fernsehserie, 1 Folge)
- 2009: clip Tunnel d’or
- 2009: Bella, la guerre et le soldat Rousseau
- 2010: Les Vivants et les Morts
- 2010: Les Méchantes
- 2013–2018: Profiling Paris (40 Folgen)